# Palacio Giustinian
El Palacio Giustinian es un edificio señorial histórico italiano situado en el sestiere de Dorsoduro de Venecia, que tiene acceso desde el Gran Canal junto a la Ca' Foscari y desde tierra por el Campiello dei Squellini, cerca de la Iglesia de San Barnaba. Se lo considera una de las mejores expresiones del gótico veneciano tardío.
Aunque el edificio presenta formalmente una unidad, está compuesto por dos construcciones gemelas, por lo que algunos autores lo citan como el conjunto de dos palacios adosados.
El edificio de la derecha, que alberga instalaciones de la Università Ca' Foscari, es conocido como "Ca' Giustinian dei Vescovi", debido al nombre de la rama familiar que vivió allí; el otro, propiedad de la familia noble friulana Brandolini D'Adda, es denominado Ca' Giustinian dalle Zogie.

## Historia

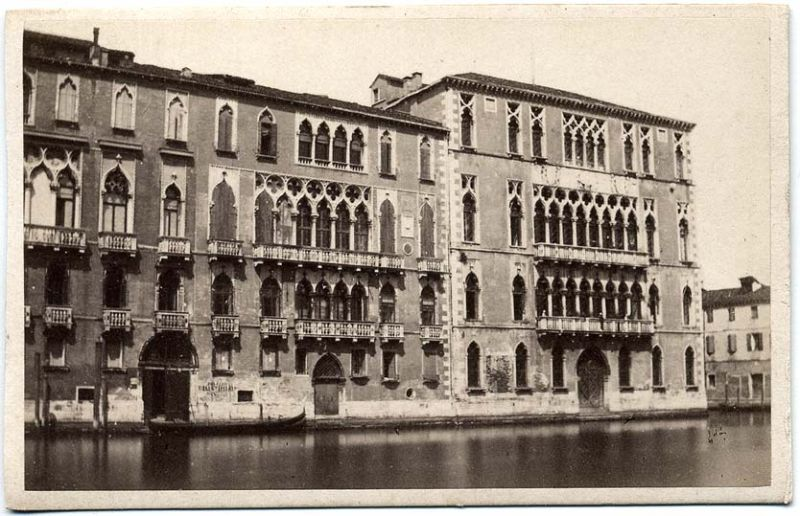
El Palazzo Giustinian en una foto histórica tomada por Carlo Naya en torno a 1869.

Los dos edificios gemelos fueron construidos en la segunda mitad del siglo XV, en torno al año 1452, probablemente con la participación de Bartolomeo Bon y Giovanni Bon, a quienes les encargó el proyecto la antiquísima familia Giustinian. Ya entonces estaban destinados respectivamente  a las dos ramas familiares, y solo después de un tiempo fueron unidos y adaptados desde la parte central de la fachada.
Giuseppe Darù, propietario del palacio anexo a Ca'Foscari, realizó una importante reforma. Vendidas ambas construcciones en el siglo XIX, fue habitado por el pintor Natale Schiavoni, que instaló en él una valiosa colección de arte, y por el compositor Richard Wagner, que entre 1858 y 1859 compuso ahí el segundo acto de Tristán e Isolda. Wagner vivió en el palacio durante siete meses durante el primero de sus viajes a Venecia. También en esta época el jardín posterior de la casa fue enriquecido con una espesa arboleda, una de las más extensas de Venecia. Otro ilustre huésped del edificio fue el novelista estadounidense William Dean Howells, que fue cónsul en Venecia entre 1861 y 1865. En 1866 este autor publicó como memoria de sus vivencias en la ciudad la obra Venetian life. También vivió aquí el violinista húngaro Franz von Vecsey entre 1925 y 1935.

## Descripción

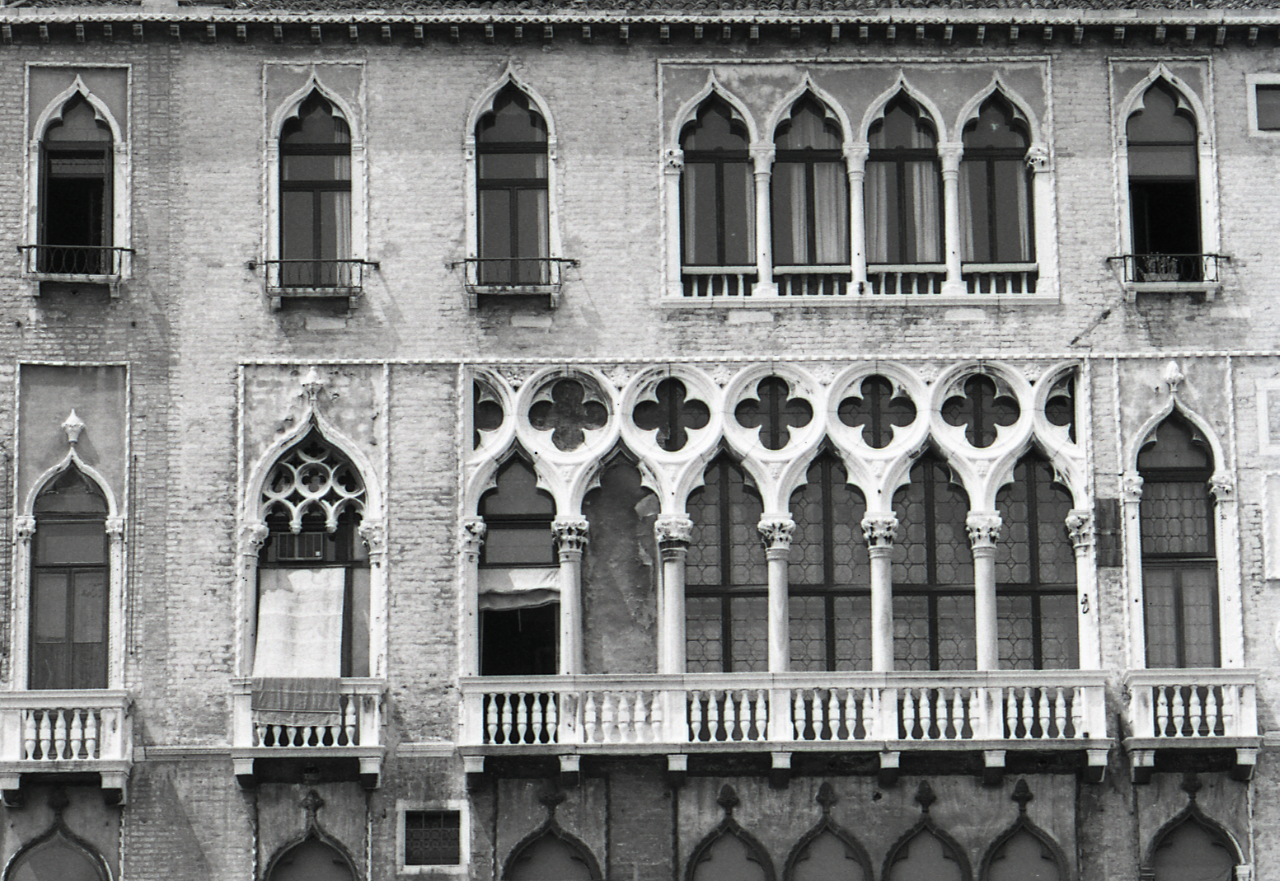
Detalle de la fachada. Foto de Paolo Monti, 1969.

Los dos palacios, tienen planta en L y cuatro alturas. Comparten con la Ca' Foscari muchos elementos decorativos en la fachada, de cuarenta y cuatro metros, que es casi simétrica respecto al eje central y parece realizada con el objetivo de dar homogeneidad arquitectónica al edificio, que sin embargo sigue siendo percibido como la fusión de dos construcciones, al contrario de lo que sucede con el Palacio Bembo. Esta falta de ritmo en la fachada se debe a la planimetría del propio edificio,  ya que el eje central en la planta baja no es totalmente geométrico, pues alberga al tercer portal , el central, que da acceso a la calle trasera y que separa los dos cuerpos arquitectónicos y los patios respectivos.
Ambos edificios presentan políforas centrales para iluminar los salones principales de recepciones o "portegos". La primera planta noble y la última planta presentan cuadríforas simples (ventanas de cuatro aberturas), mientras que la principal, la segunda planta, posee seis ventanas  dispuestas simétricamente respecto al eje dibujado desde el portal del centro  caracterizadas por tener arcos entrelazados con cuadrilóbulos. Las monóforas que rodean las políforas centrales son de arco ojival o trilobulado, con flores en el ápice; dos monóforas de la segunda planta, más anchas, presentan elaboradas tracerías con capiteles colgantes. Estas tienen el tabique de mármol bajo el arco perforado con arquitos colgantes y crean «una expresión arquitectónica más ceñida y continua», en palabras de Umberto Francoi. Sin embargo, detrás de estos vanos no se desarrolla una estructura mucho más profunda que una sola habitación. De extraordinario valor son los capiteles con cabezas de querubín. 
Los bordes están decorados con un motivo a diente de sierra realizado en piedra de Istria. El objetivo de esta cornisa parece ser el de dar continuidad a la estructura.
En cuanto a la planta, esta parece estar determinada por precisas razones logísticas y constructivas relacionadas con la parcela, los límites y las exigencias personales de los dos núcleos familiares que se alojaron allí. En particular, era necesario construir dos patios, dos escaleras y dos accesos. Los patios presentan almenas que imitan a las medievales. Cada uno de los dos cuerpos arquitectónicos no presenta un solo patio, sino dos, debido a que cada uno tiene un patio central y en la parte trasera un jardín de mayores dimensiones. Estos últimos son muy diferentes: el Palazzo Giustinian dei Vescovi tiene en la parte trasera un patio rodeado por columnillas lombardas con capiteles jónicos, caracterizado por una escalera gótica, sobre la cual está colocada la placa Restauratum 1902. Helen d'Aubery, mientras que la Ca' Giustinian dalle Zogie no tiene solo un patio, sino también un amplio jardín con brocal. Antiguamente eran dos las escaleras, cerradas ambas a modo de logia.
Los interiores del palacio dei Vescovi se caracterizan por la presencia de una gran sala de recepción decorada con estucos realizados por Giovan Battista Cedini y un friso que representa los rostros de varios artistas. El portego del cuerpo meridional presenta escudos de la antigua familia propietaria y cornisas doradas.